# 维尔茨韦勒
维尔茨韦勒是德国莱茵兰-普法尔茨州的一个市镇。总面积2.32平方公里，总人口211人，其中男性113人，女性98人（2011年12月31日），人口密度91人/平方公里。